# Ібн Ідарі
ібн Ідарі (араб. ابن عذاري, ibn ʽIḏārī, «син Ідарі»; ? — після 1312) — марокканський історик. Автор трактату «Дивовижне повідомлення» (1312), важливого джерела з історії середньовічного Магрибу та мусульманської Іспанії, що охоплює 640—1205 роки. Народився в Марракеші, Марокко. Займав посаду каді (судді, командувача) Фесу. Про його життя практично нічого невідомо.

## Імена
- ібн Ідарі (араб. ابن عذاري, ibn ʽIḏārī) — коротке, по-батькові, усталене в історіографії.
- ібн Атарі (ibn Athari) — варіант імені.
- ібн Ідарі аль-Марракуші / син Ідарі, Марракесець (ibn ʽIḏārī al-Marrākushī) — з прізвиськом.
- Абу аль-Аббас Ахмад ібн Мухаммад ібн Ідарі аль-Марракуші (араб. أبو العباس أحمد بن محمد ابن عذاري المراكشي;; Abū al-ʽAbbās Aḥmad ibn Muḥammad ibn ʽIḏārī al-Marrākushī) — повне ім'я.

## Праці
- «Дивовижне повідомлення» (al-Bayan al-Mughrib, 1312)